# Bocana oberratalis
Bocana oberratalis är en fjärilsart som beskrevs av Walker 1859. Bocana oberratalis ingår i släktet Bocana och familjen nattflyn. Inga underarter finns listade i Catalogue of Life.